# Johannes Schulze-Nickel
Johannes Schulze-Nickel (ur. 21 grudnia 1848 w Fürstenwalde koło Berlina, zm. ?) – niemiecki urzędnik kolejowy.

## Życiorys
Ojcem był Hermann Schulze, lekarz z Berlina. Pełnił służbę wojskową (1870); stopień wojskowy: porucznik. Po wstąpieniu do pruskiej administracji kolejowej, był urzędnikiem Dyrekcji Kolei w Królewcu (-1903), oraz prezydentem Dyrekcji Kolei w Bydgoszczy (1903-1905) i Dyrekcji Kolei w Poznaniu (1905-1913). Był masonem.